# Sonate K. 171
La sonate K. 171 (F.121/L.77) en sol majeur est une œuvre pour clavier du compositeur italien Domenico Scarlatti.

## Présentation
La sonate K. 171, en sol majeur, est notée Allegro. Elle pourrait former une paire avec la sonate K. 169, mais les sources les séparent. Carlo Grante propose pour sa part de faire un triptyque, avec celle en ut majeur, K. 170.

## Manuscrits
Le manuscrit principal est le numéro 24 du volume I (Ms. 9772) de Venise (1752), copié pour Maria Barbara ; l'autre est Parme I 24 (Ms. A. G. 31406).

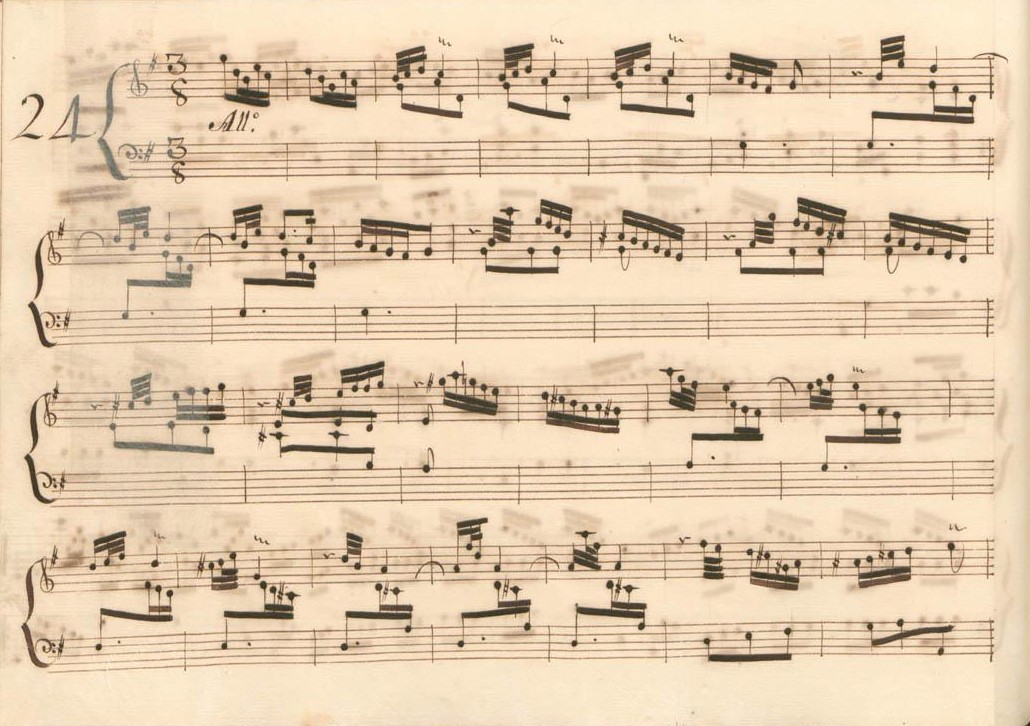
Parme I 24.
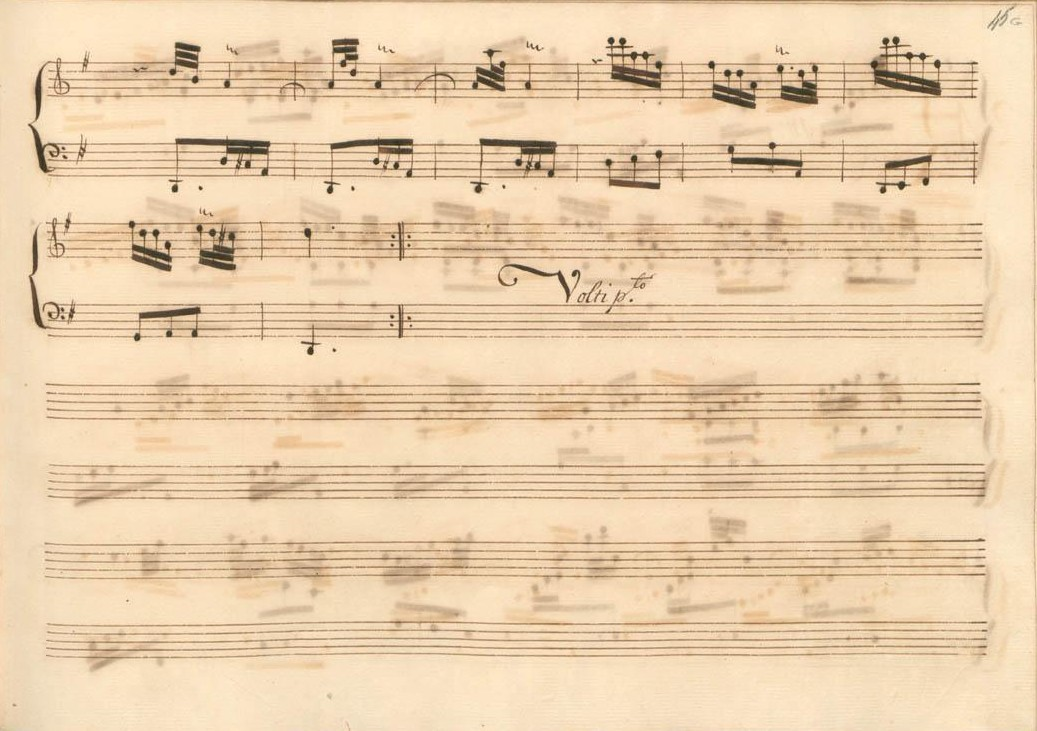
Parme I 24 (fin de la première section).
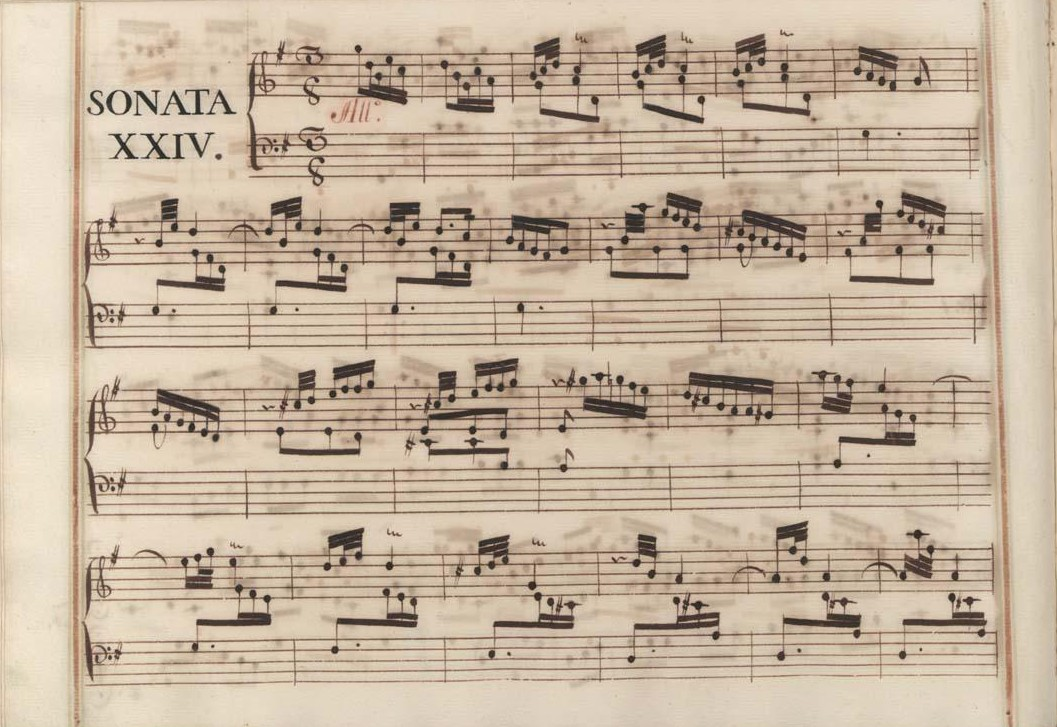
Venise I 24.
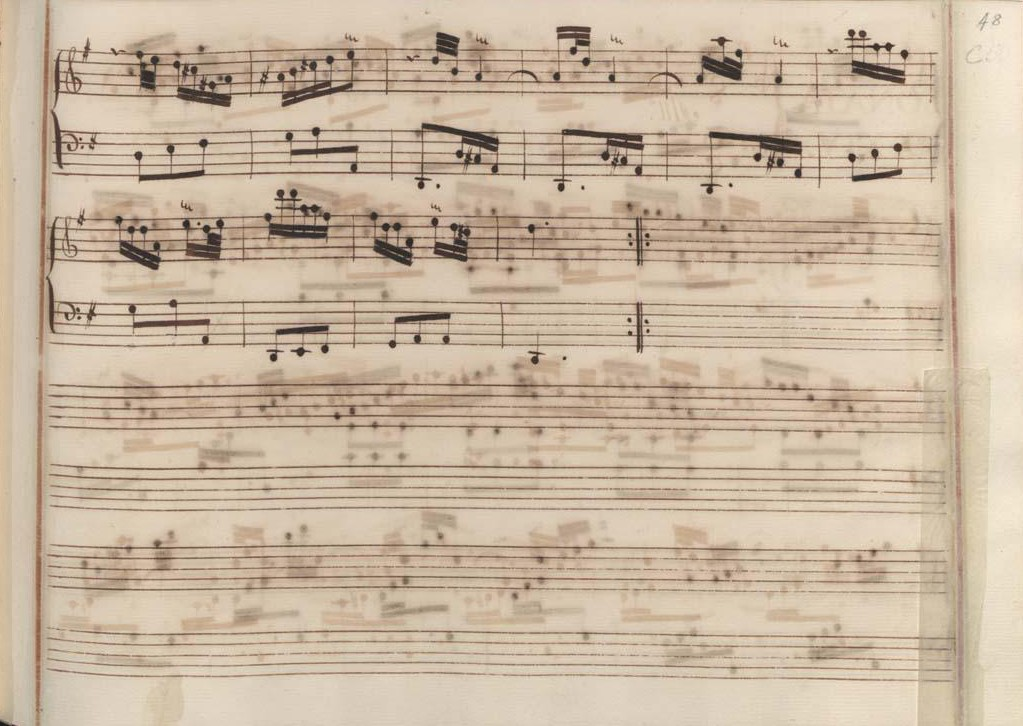
Venise I 24 (fin de la première section).
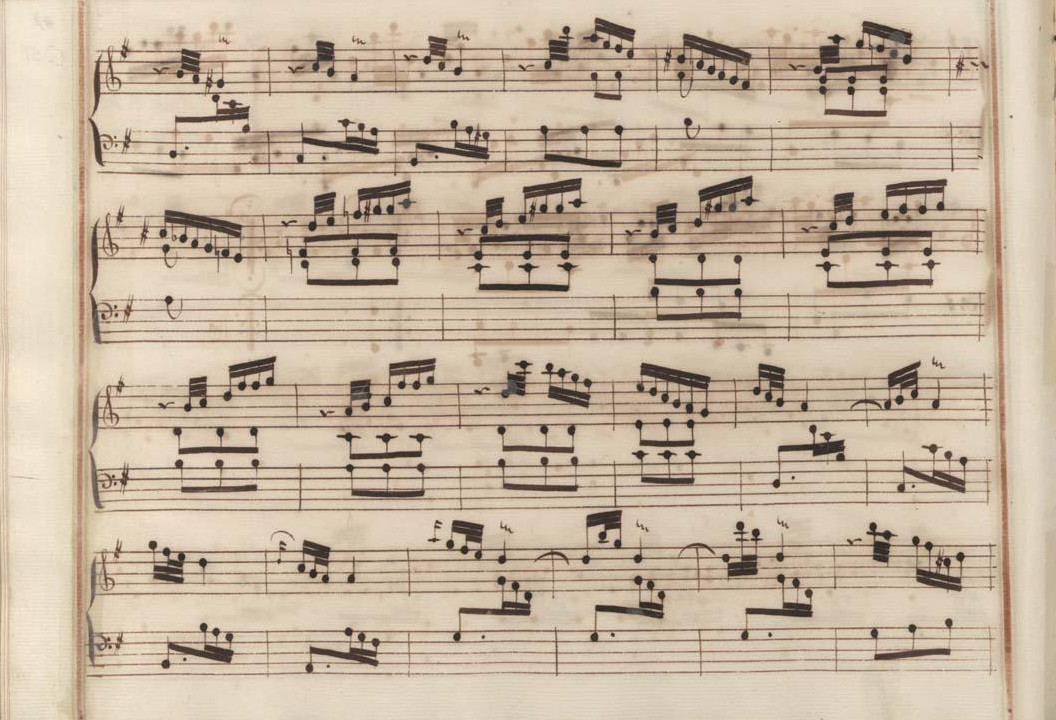
Venise I 24 (début de la seconde section).
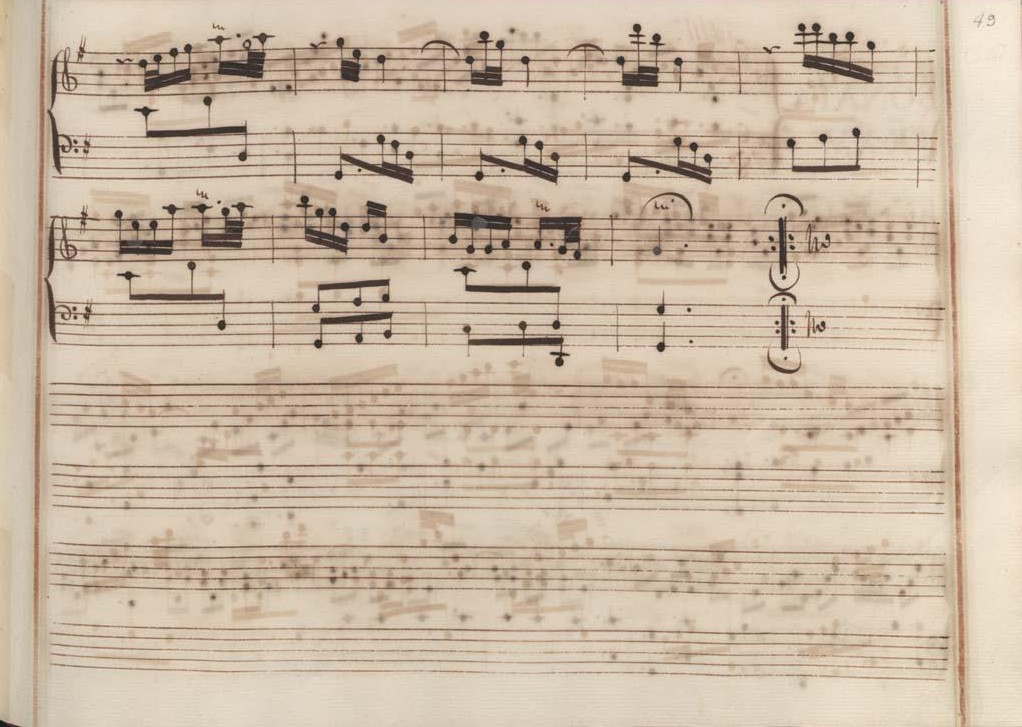
Venise I 24 (fin de la sonate).

## Interprètes
La sonate K. 171 est défendue au piano, notamment par Carlo Grante (2009, Music & Arts, vol. 1), Duanduan Hao (2011, Naxos, vol. 14) et Andrea Bacchetti (2013, RCA) ; au clavecin, elle est jouée par Scott Ross (1985, Erato), Richard Lester (2001, Nimbus, vol. 1) et Pieter-Jan Belder (Brilliant Classics, vol. 4).

## Sources
: document utilisé comme source pour la rédaction de cet article.
- Ralph Kirkpatrick (trad. de l'anglais par Dennis Collins), Domenico Scarlatti, Paris, Lattès, coll. « Musique et Musiciens », 1982 (1re éd. 1953 (en)), 493 p. (ISBN 978-2-7096-0118-4, OCLC 954954205, BNF 34689181).
- Alain de Chambure, « Domenico Scarlatti, Intégrale des sonates — Scott Ross », Erato/Éditions Costallat (2564-62092-2 (livret : 2292-45309-2)), 1985 (OCLC 891183737) .